# Alclad

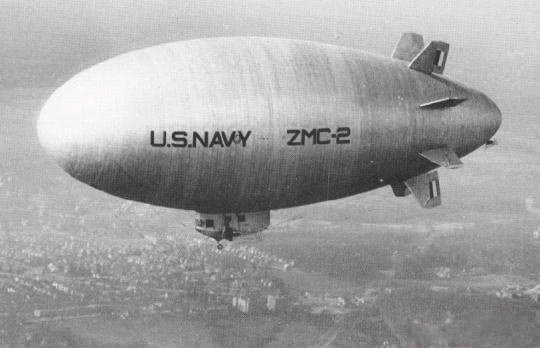
Un Dirigible de la Fuerza Aérea Estadounidense hecho Alclad

Alclad es una marca registrada de Alcoa empleada como término genérico para describir una lámina de aluminio resistente a la corrosión formado por superficies de aluminio de alta pureza ligados metalúrgicamente a un núcleo de aleación de aluminio de alta resistencia. Estas láminas son usualmente empleadas en la industria aeronáutica. El Alclad fue empleado en la estructura y revestimiento externo del dirigible ZMC-2 de la Armada de los Estados Unidos, cuya construcción tuvo lugar en 1927 en la base aeronaval de Grosse Ile.
Descrito en el NACA-TN-259, de agosto de 1927, como un «nuevo aluminio resistente a la corrosión marcadamente superior a las actuales aleaciones resistentes. Su uso debe permitir un elevado incremento en la duración de una pieza estructural. Alclad es una aleación de aluminio, cobre, manganeso y magnesio tratada a alta temperatura, que tiene en su superficie la resistencia a la corrosión del aluminio puro y la resistencia a la tracción de la aleación en el interior. Es de particular importancia la unión entre la aleación y el aluminio puro. Los resultados preliminares de pruebas de rociado con sal (24 semanas de exposición) muestran cambios en la fuerza tensil y elongación del Alclad 17ST, si ocurren, tan pequeños que quedan totalmente dentro de los límites del experimento». En usos relacionados con la construcción de aeronaves, el Alclad ha probado tener mayor resistencia a la corrosión que una lámina equivalente de aluminio puro, con la contrapartida de un mayor peso.